# Aroser Zeitung
Die Aroser Zeitung ist eine 1910 gegründete, wöchentlich erscheinende Regionalzeitung im Kanton Graubünden. Ihr Einzugsgebiet ist das gesamte Schanfigg, weshalb eine Teilauflage für die Talgemeinden seit dem 1. Januar 1983 auch unter dem Titel Schanfigger Zeitung herausgegeben wird. Der Redaktionssitz befindet sich im Sport- und Kongresszentrum (SKZA) in Arosa.

## Allgemeines
Die neue Grossgemeinde Arosa (Arosa und sieben Talgemeinden) hat aktuell 3364 Einwohner, die Auflage der Aroser Zeitung ist also beinahe so gross wie die Einwohnerzahl. Dieses Phänomen erklärt sich durch die Tatsache, dass viele aus anderen Regionen stammende Zweitwohnungsbesitzer in Arosa die Lokalzeitung an ihrem Erstwohnsitz abonniert haben. Die Leserschaft teilt sich ungefähr je zur Hälfte in Einheimische und Zweitwohnungsbesitzer.
Das Blatt ist auch Verlautbarungsorgan der amtlichen Anzeigen aller politischen Gemeinden der Talschaft.
Die Aroser Zeitung gehört zur Südostschweiz Mediengruppe und hat eine WEMF-beglaubigte Auflage von 2'975 (Vj. 3'019) verkauften bzw. 3'205 (Vj. 3'225) verbreiteten Exemplaren.

## Redaktionsleiter
In geschichtlicher Reihenfolge waren dies:
- 1910–1914  Gustav Maurer (Gründer)
- 1914–1916  Fl. Davatz
- 1916–1923  Willi Hamburger
- 1923–1930  Ferdinand Zai
- 1930–1964  Fritz Maron
- 1964–1973  Hermann Zweifel
- 1973  Edwin Hürlimann
- 1973–1980  Manfred Burkhardt
- 1980–1983  Peter Lüscher
- 1983–1984  Margrit Patt
- 1984–1986  Marcel Vogel
- 1986–1987  Stefan Kiener
- 1987–1990  Cyprian Schnoz
- 1990–1996  Christian und Yvonne Mettier
- 1996–1997  Verena Barandun
- 1997–2011  Peter Lüscher
- 2011–2012[5] Jürg Vollmer
- seit 2013[6] Uwe A. Oster